# Јутро после
Јутро после (енгл. The Morning After) је амерички филм режисера Сиднија Лумета из 1986. године, по сценарију, Џејмса Кресона и Дејвида Рејфила.
Филм прати испрану, глумицу алкохоличарку која се буди на Дан захвалности поред мртвог тела фотографа у његовом поткровљу, без сећања на догађаје претходне ноћи. Она покушава да открије истину о томе шта се догодило уз помоћ бившег полицајца на којег наилази док је у бекству.

## Радња
Старија глумица Алекс Стернберген буди се ујутру са тешким мамурлуком и налази поред себе леш човека са ножем у грудима. Алекс не може да се сети јучерашњих догађаја, али сигурно зна да она није могла да убије. Схвативши да је она главни осумњичени, Алекс покушава да се сакрије. Случајно се среће са пензионисаним полицајцем Тарнером Кендалом, који одлучује да помогне Алекс...